# Khaled Hosseini
Khaled Hosseini (tiếng Ba Tư: خالد حسینی [ˈxɒled hoˈsejni] /ˈhɑːlɛd hoʊˈseɪni/; sinh ngày 4 tháng 3 năm 1965), là một tiểu thuyết gia và dược sĩ người Mỹ gốc Afghanistan. Tên tuổi ông trở nên nổi tiếng nhờ hai cuốn tiểu thuyết đầu tay của mình, Người đua diều (2003) và Ngàn mặt trời rực rỡ (2007) bán được 38 triệu bản trên toàn thế giới. Ngoài ra, Người đua diều đã được chuyển thể thành bộ phim cùng tên năm 2007.

## Tiểu sử
Hosseini sinh ngày 4 tháng 3 năm 1965 ở Kabul, Afghanistan, là con cả trong năm người con. Cả cha lẫn mẹ ông đều xuất thân từ Herat: cha ông - Nasser - là nhà ngoại giao ở Bộ Ngoại vụ Afghanistan (MPA) ở Kabul, còn mẹ ông là một giáo viên dạy tiếng Ba Tư ở một trường cấp ba cho nữ giới.
Năm 1970, gia đình ông chuyển đến Iran, ở đó cha ông làm việc cho Đại sứ quán Afghanistan ở Tehran. Năm 1973, gia đình ông trở lại Kabul và em trai nhỏ nhất của ông ra đời tháng 7 năm đó. Năm 1976, lúc Hosseini lên 11 tuổi, cha ông đã tìm được một công việc ổn định ở Paris, Pháp và chuyển cả gia đình đến đó. Họ không thể trở lại Afghanistan vì cuộc Cách mạng Saur diễn ra vào tháng 4 năm 1978, theo đó Đảng Dân chủ Nhân dân Afghanistan (PDGA) lên nắm quyền. Năm 1980, không lâu sau chiến tranh Xô Viết tại Afghanistan, gia đình Hosseini tìm đến sự bảo hộ của chính phủ Mỹ và rồi định cư ở San Jose, California. Lúc đó, Hosseini mới 15 tuổi, không nói chút tiếng Anh nào cho đến khi đặt chân lên đất Mĩ, và sau này ông mô tả cảm xúc khi đó là "một cú sốc văn hoá" và "rất lạ lẫm".
Ông tốt nghiệp trường Trung học Independence ở San Jose vào năm 1984 và theo học Đại học Santa Clara và giành được bằng cử nhân sinh học năm 1988. Năm tiếp theo ông đăng ký học trường Đại học California, San Diego, khoa Dược và có được bằng tiến sĩ năm 1993. Hosseini hoàn tất quá trình thực tập nội trú ở Nội khoa tại Trung tâm Dược liệu Cedars-Sinai ở Los Angeles năm 1996 và làm dược hơn 10 năm (cho đến một năm rưỡi sau khi phát hành tiểu thuyết Người đua diều).
Ông còn là phái viên của Cao ủy Liên Hợp Quốc về người tị nạn (UNHCR)  và tham gia hoạt động hỗ trợ nhân đạo tại Afghanistan thông qua Quỹ Khaled Hosseini. Hiện tại, ông đang sống ở Bắc California với vợ ông, bà Roya, và hai người con, Haris và Farah.

## Sự nghiệp văn chương
Năm 2003, Hosseini cho ra mắt cuốn tiểu thuyết đầu tay tên The Kite Runner (nghĩa là: Người đua diều). Cuốn sách là câu chuyện về cậu bé Amir vật lộn để có hàn gắn quan hệ với cha mình và vượt qua nỗi ám ảnh về một sự việc thời thơ ấu. Bối cảnh truyện đặt ở Afghanistan, từ lúc chính quyền Taliban rệu rã đến khi sụp đổ hoàn toàn, và khu vực vịnh San Francisco mà cụ thể là Fremont, California. Trong các chủ đề được nói tới, bao gồm căng thẳng sắc tộc giữa người Hazara và người Pashtun ở Afghanistan, và những trải nghiệm di cư của hai cha con Amir đến Mỹ. Theo thông tin của Nielsen Bookscan, Người đua diều xếp thứ ba trong số những cuốn sách bán chạy nhất tại Mỹ năm 2005. Phiên bản sách nói của cuốn sách được đọc bởi chính tác giả.
Tháng 12 năm 2007, bộ phim cùng tên dựa trên cuốn tiểu thuyết được công chiếu. Hosseini có một vai nhỏ khúc gần cuối phim - một người lạ đứng ngoài nhìn Amir mua con diều để sau đó thả với Sohrab.
Tiểu thuyết thứ hai của ông A Thousand Spendid Suns (tạm dịch: Ngàn mặt trời rực rỡ) được phát hành vào năm 2007, cũng lấy bối cảnh tại Afghanistan. Truyện theo dõi sự giao thoa giữa hai số phận của hai người phụ nữ cách nhau một thế hệ, Mariam và Laila. Thời gian trong tiểu thuyết từ lúc Afghanistan chịu sự chiếm đóng của Xô Viết, đến những năm dưới ách Taliban và hậu Taliban. Nhà sản xuất Scott Rudin và hãng Columbia Pictures đã mua quyền chuyển thể cuốn sách thành phim. Năm 2010, tiểu thuyết được dịch sang tiếng Việt và xuất bản bởi Nhã Nam và nhà xuất bản Hội Nhà Văn.
Tiểu thuyết thứ ba của ông And the Mountains Echoed (tạm dịch: Và những ngọn núi rền vang) đã được ra mắt công chúng từ ngày 21 tháng 5 năm 2013. Để bày tỏ cảm nghĩ của mình về cuốn sách, Hosseini cho biết:
Lúc nào tôi hướng đến gia đình, lấy nó làm chủ đề trung tâm cho tác phẩm của mình. Các tiểu thuyết trước của tôi về cơ bản là những câu chuyện về tình cha và tình mẹ. Tiểu thuyết mới của tôi cũng lại là chuyện về một gia đình nhiều thế hệ, nhưng lần này là về các anh chị em và về việc họ đã yêu thương, làm tổn thương, phản bội, kính trọng và hy sinh cho nhau như thế nào. Tôi vô cùng hào hứng khi chia sẻ với độc giả về cuốn sách này. 

## Tác phẩm
- The Kite Runner (Người đua diều, 2003)
- A Thousand Spendid Suns (Ngàn mặt trời rực rỡ, 2008)
- And the Mountains Echoed (Và rồi núi vọng, 2013)
- Sea Prayer (2018)

## Ảnh hưởng

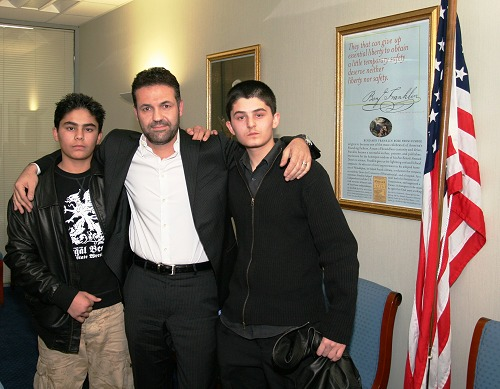
Khaled Hosseini và 2 diễn viên của phim The Kite Runner, Bahram và Elham Ehsas.

Thuở nhỏ, Khaled Hosseini đã đọc vô vàn thơ ca Ba Tư cũng như các tiểu thuyết được dịch sang tiếng Ba Tư, từ Cuộc phiêu lưu của Alice vào Xứ sở thần tiên đến loạt truyện Mike Hammer của Mickey Spillane. Tên của tiểu thuyết Ngàn mặt trời rực rỡ cũng xuất phát từ những câu thơ của nhà thơ Ba Tư sống vào thế kỷ 17. "Những ký ức thời thơ ấu trìu mến của ông tại Afghanistan thời tiền Xô Viết" đến những trải nghiệm riêng với người Hazara đã giúp ông viết nên tiểu thuyết Người đua diều. Một người đàn ông người Hazara tên Hossein Khan làm việc cho gia đình tác giả lúc họ còn sống ở Iran. Năm Khaled Hosseini lên lớp ba, ông đã dạy cho người đàn ông kia đọc và viết. Tuy mối quan hệ với Hossein Khan ngắn ngủi và khá hình thức nhưng hồi ức về mối quan hệ này vẫn trở thành niềm cảm hứng để ông viết về Hassan và Amir trong Người đua diều. Cuốn tiểu thuyết mới nhất phát hành năm 2013 của ông chịu nhiều ảnh hưởng từ khoảng thời gian gia đình ông sống tha hương ở Paris  và kỷ niệm với trẻ em Afghanistan.